# 東方日報 (馬來西亞)
《東方日報》，是马来西亚的综合中文报纸，总社座落在马来西亚首都吉隆坡，創刊於2002年9月29日，創辦人為已故著名企業家劉會幹，他同時也是啟德行集團（KTS Group）的前領導者。2021年4月16日，该报型转为電子報，并结束其纸版印刷。该报的格言是「《东方日报》是一份敢报导真相、独立、中立的中文日报；让公众看到新闻事件真相，真正的人民喉舌」。

## 历史
《東方日報》只出版一天（2002年9月29日），即遭吊銷出版准証。經過三個月的上訴，在2003年1月1日獲准再度出版。《东方日报》擁有三百多名員工，全馬編採人員二百人。其編採部班底多数是从《中国报》、《星洲日报》和《南洋商报》过渡的媒体人员，《东方日报》首位总编辑是《中國報》前老總潘友来。
《东方日报》以强調言論自由为卖点，在创刊早期曾经一度對马来西亚华人社会帶來衝擊，这是因为許多讀者都寄望《東方日报》在言论尺度上能有更大胆尝试。但因为受衆群太小，再加上发行受到敌对媒体的恶意限制，这使得《东方日报》始终无法在世華媒體控制的西马华社报业的地位上取得突破。而《东方日报》的经营模式只想要快速擴大规模擋住《星洲日报》，并沒注重平衡新闻报导的內容，导致內部出现不健全的問題，也造成报社爛賬很多，除了偶尔有些素质不错的专访之外，但内容的质与量一直不见提升，这使得《东方日报》的新闻素质和尺度远远不及《星洲日报》。另外，《东方日报》位于东马砂拉越的总公司启德行集团也因为東西馬兩邊環境、文化、理念都截然不同，造成董事部的誤判。
2006年年底至2007年3月，《东方日报》内部准备成立三人小组来改革新闻素质。在这段期间，《东方日报》纷纷传出多位高层和编采人员离职，报馆紧缩财政，关闭地方办事处关闭的消息。而比较受争议性的改革内容，则是取消每天刊出社论的传统做法，改以遇上重大课题，才不定期地发表，《东方日报》的「名家」社评版移到新闻版页。2007年7月1日迈入创刊第5年，《东方日报》从寬版（broadsheet）改为轻便型小开版（Tabloid）的形式出报，并由董事经理刘利康亲自领导新的「五人小组」接掌，其余四名小组成员是顾问古玉梁、代总经理吴彦华、总编辑潘友来及执行总编辑辜柯福。

### 电子版变革
2020年4月，《东方日报》因受到新冠病毒大流行的影响，其业务呈现断崖式下滑而宣布了转型计划，并暂停出版周末的纸版印刷，只保留周一至周五的报纸出版。
2021年，在经历了18年的报导生涯和科技不断更新的冲击下，《东方日报》最终不敌新冠病毒大流行的疫情的影响，于同年4月16日宣布最后一次出版后，其纸版印刷正式走入历史，改为專攻网络新闻。

## 历任总编辑
- 潘友来（出任於2002年─2019年）
- 陈利良（出任於2019年2022年）
- 总编辑悬空，执行主编杨紫玲（2023年迄今）

## 报导风格
《东方日报》的报导坚持以官方新闻为主，但并不是完全照搬政府所给予的讯息，不是照原样报导，而是选择一些角度，以严词抨击政府, 标榜言论自由的新闻为主。因此硬性、分析性新闻比较多。
《东方日报》以「言論」爲賣點起家，初时以每天发布一则社论。2007年进行内部改革后，改为不定时和重大事件时才发布社论。《东方日报》的社评分成数个版面，如名家、文荟、八方会见、龙门阵、江渚长谈、专题和东方大讲堂，2007年因为资源不足和新闻质素的问题，一些社评版面被删除。这些版面主要是由马来西亚各方面的人士根据自己的观点所撰写。因此《东方日报》的较多社评主要是从新闻自由、言论自由的立场上，对社会现象和其他媒体的报导上进行评论。

## 争议

### 诽谤内容和法律诉讼
2008年12月15日，时任民都鲁国会议员张庆信入禀法院起诉《东方日报》与《诗华日报》相关7名单位，于2007年12月20日刊登安华·依布拉欣揭露巴生港口自由贸易区成本狂飙至46亿令吉丑闻的内幕报导对他造成了毁谤和伤害，要求向两家报社索偿2000万令吉。在2007年12月19日时，人民公正党领袖安华在其办公室举行新闻发布会上揭露前任交通部长林良实和现任交通部长陈广才滥权发出4封「支持信」给张庆信的公司。《东方日报》是当时所有中文报章中占最大篇幅及最详尽的报导。后来两家报社认為，刊登在報章的報導內容，是據實報導安華所發表的言論，要求法庭發出第三者通知書予安華。

## 外部連結
- 東方日報新聞網 （页面存档备份，存于）